# Talara muricolor
Talara muricolor là một loài bướm đêm thuộc phân họ Arctiinae, họ Erebidae.